# 久良岐公園
久良岐公園（くらきこうえん）は、神奈川県横浜市港南区と磯子区にまたがる、横浜市立の都市公園（総合公園）。

## 概要

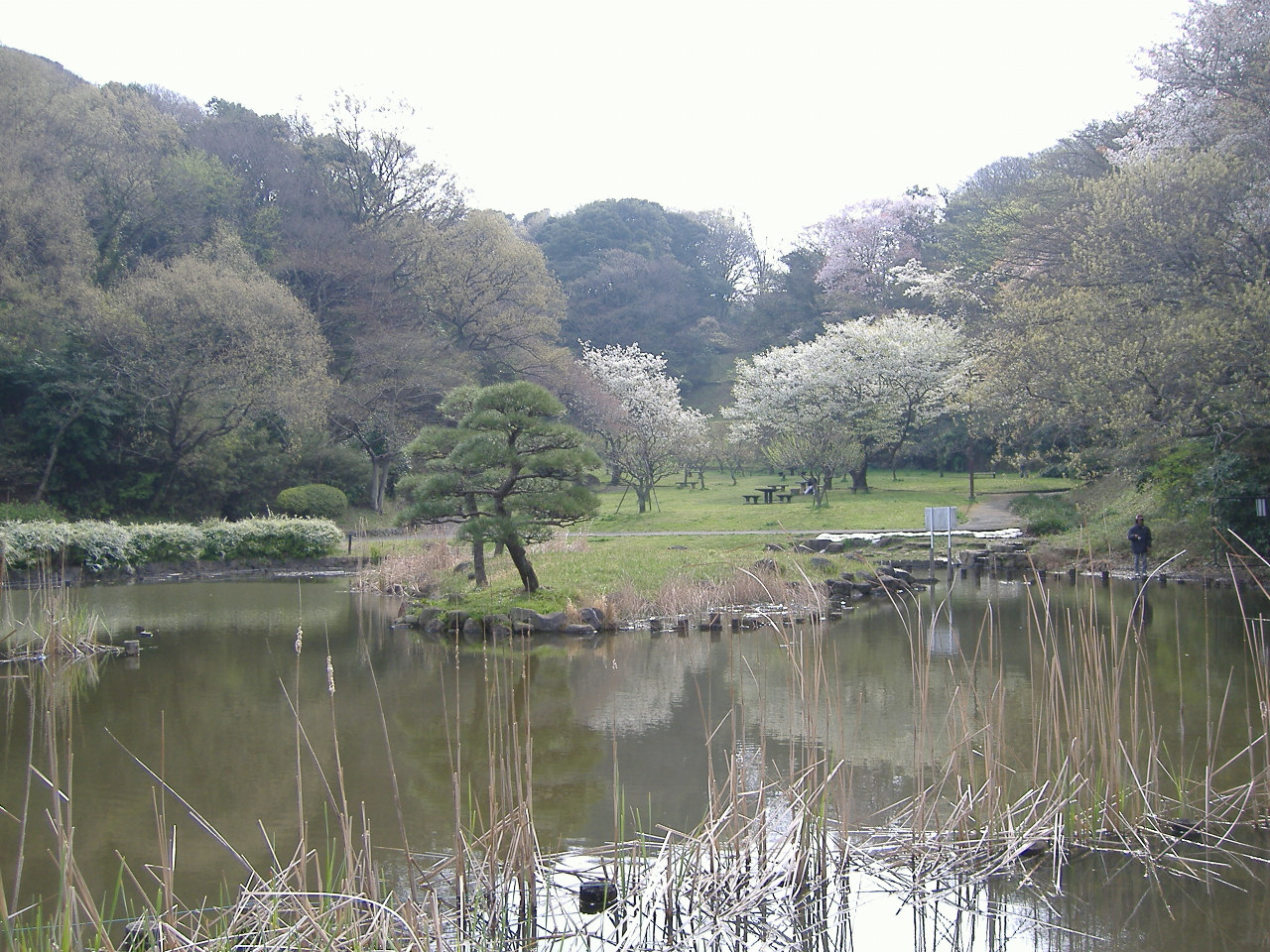
園内の大池

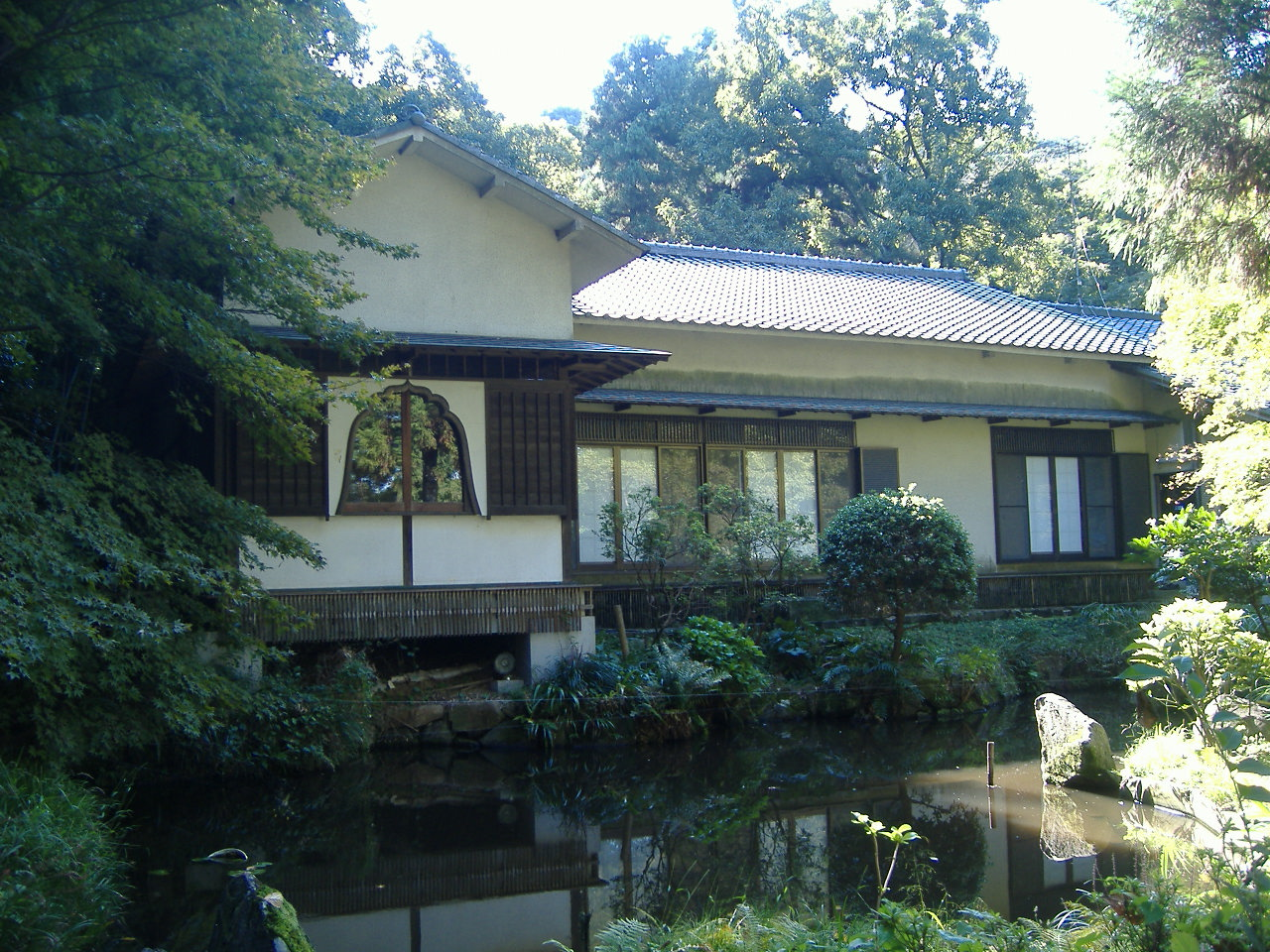
久良岐能舞台

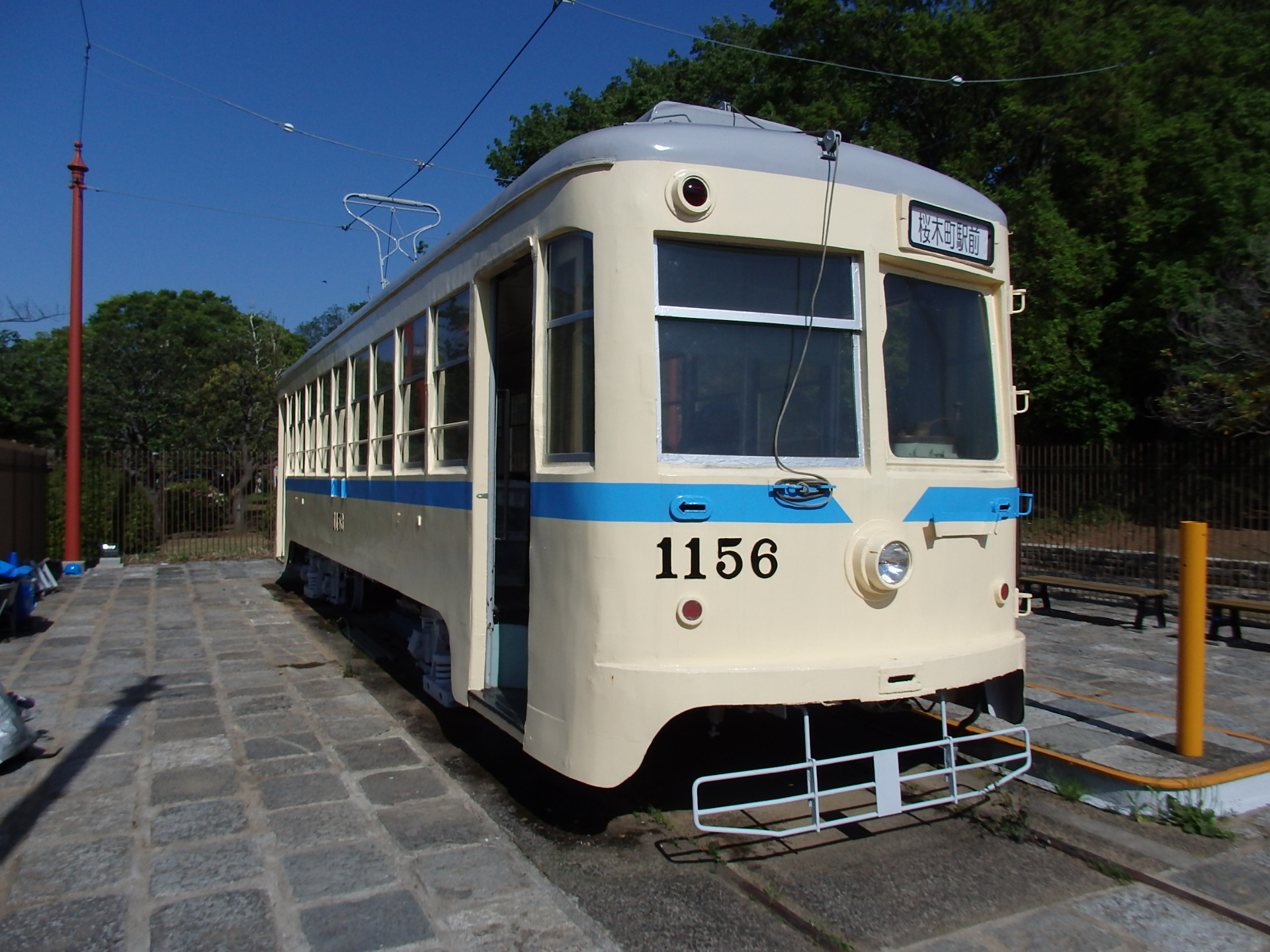
横浜市電1156号

面積は、約23万m2。汐見台団地の造成にあわせて整備され、1973年（昭和48年）に開園した。名称はこの一帯の古い地名である久良岐郡から採られ、公募により決定した。中央付近に池があり、北側は散策路のある雑木林の先に久良岐能舞台がある。南側は運動広場や芝生広場、桜の林、横浜市電の保存車両などがあり、春には花見客でにぎわう。

### 久良岐能舞台
園内の北側にある能舞台。1917年（大正6年）に東京日比谷の帝国ホテル裏に建てられ、1931年（昭和6年）に東京芸術大学の前身である東京音楽学校邦楽科に寄贈された。同大学には1964年（昭和39年）に能舞台が新設されたため解体保存されていたが、宮越賢治が譲り受け、当地に移築した。1984年（昭和59年）に横浜市に寄贈され、市民の能楽・茶道・日本舞踊などの活動に使われている。鏡板には、日本画の大家平福百穂による老松が描かれている。

### 横浜市電1156号
園内の休憩所の近くに、1972年に廃止された横浜市電の車両（1156号）が保存されている。1952年に製造された1150型のうち、2012年現在現存している唯一の車両である。長年老朽化や盗難被害などにより荒廃していたが、2012年に神奈川新聞の呼びかけによるボランティアの手により修復された。現在は定期的に車内公開などが行われている。

## 交通
- 京急・地下鉄上大岡駅　徒歩約20分、京浜急行バス久良岐公園前下車
- 京急屏風浦駅　徒歩約20分、横浜市営バス久良岐公園前下車
- 根岸線（JR東日本）磯子駅　横浜市営バス久良岐公園前下車